# Paratype basivitta
Paratype basivitta är en fjärilsart som beskrevs av Walker 1854. Paratype basivitta ingår i släktet Paratype och familjen björnspinnare. Inga underarter finns listade i Catalogue of Life.